# NGC 2775
Caldwell 48 (también conocida como NGC 2775) es una galaxia espiral en la constelación de Cáncer. Fue descubierta por William Herschel en 1783. 
Esta galaxia consiste en un bulbo y numerosos brazos espirales. 
Pocas son las regiones HII, que señalan formación estelar reciente, que pueden detectarse en ella.
NGC 2775 es la galaxia más prominente de un pequeño grupo de galaxias conocido como NGC 2775, que forma parte del Supercúmulo de Virgo. Otros miembros del grupo son NGC 2777 y UGC 4781.